# Soy un prófugo
Pour plus de détails, voir Fiche technique et Distribution.
Soy un prófugo (littéralement, Je suis un fugitif) est un film mexicain réalisé par Miguel M. Delgado, sorti en 1946.

## Synopsis
Au Mexique, dans la petite ville de Sochipan, située à 450 kilomètres de la capitale, deux employés de la Banco nacional de Sochipan — Cantinflas (Cantinflas) et Carmelo (Chino Herrera (es)) — trouvent la porte ouverte et le gardien inconscient lorsqu'ils arrivent au travail. Immédiatement après, ils entendent une forte explosion. La police les arrête comme suspects mais ils parviennent à s'échapper de prison pour rechercher les véritables coupables ...

## Fiche technique
- Titre : Soy un prófugo
- Titre anglophone (États-Unis) : I Am a Fugitive
- Réalisation :	Miguel M. Delgado
- Assistant-réalisateur : Luis Abbadie
- Scénario :  Miguel M. Delgado, Jaime Salvador d'après histoire originale de Hans Wilhelm (en)
- Adaptation : Arnold Lippschitz (sous le nom Arnold Lipp)
- Dialogues : Jaime Salvador
- Photographie : Jack Draper
- Cadreur : Carlos Martel
- Montage : Jorge Bustos
- Musique : Gonzalo Curiel (es)
- Direction artistique : Manuel Fontanals
- Décors :
- Costumes :
- Son : Jesús González Gancy
- Producteurs : Jacques Gelman, Santiago Reachi
- Directeur de production : Alfonso Sánchez Tello
- Société de production :  Posa Films
- Société(s) de distribution : Columbia Pictures, Clasa-Mohme
- Pays d'origine :  Mexique
- Langue de tournage : Espagnol
- Format : Noir et blanc — 35 mm — 1,37:1 — Son : Mono ((RCA High Fidelity))
- Genre : Comédie, Film policier
- Durée : 99 minutes (1 h 39)
- Dates de sortie :
  - Mexique : 25 décembre 1946
  - Espagne : 24 mai 1948
  - Portugal : 11 mars 1950

## Distribution
- Cantinflas : Cantinflas
- Emilia Guiú (es) : Raquel
- Chino Herrera (es) : Carmelo
- Agustín Isunza (es) : Emilio Blanco, inspecteur de police
- Rafael Alcayde (es) : le chef du gang des voyous
- Carmelita González : Rosita
- José Elías Moreno (es) : El Pin-Pon / Gargantúa
- Ángel T. Sala : un braqueur de banque
- Estanislao Schillinsky (es) : le gardien de prison
- Rafael Icardo : Don Romualdo, gardien de la banque
- Roberto Corell (es) : Sastre
- Rodolfo Acosta : un membre de la bande
- Stephen Berne : l'homme de main chauve du chef (non crédité)
- María Luisa Cortés : un invité de la fête (non créditée)
- Pedro Elviro : L'employé de petite taille du patron (non crédité)
- Edmundo Espino (es) : un employé (non crédité)
- Georgina González : la femme de ménage (non créditée)
- Gloria Lozano (es) : une invitée de la fête (non créditée)
- Chel López : un homme de main du chef (non crédité)
- José Muñoz : le détective (non crédité)
- José Ortega : un invité de la fête (non crédité)
- José Ortiz de Zárate : Don Prospero, directeur de la banque (non crédité)
- Roberto Y. Palacios : un client dans le magasin (non crédité)
- Humberto Rodríguez : un client dans le magasin (non crédité)
- Félix Samper : le représentant de la banque (non crédité)
- Manuel Trejo Morales : un homme de main du chef (non crédité)

## Crédit d'auteurs
- (es) Cet article est partiellement ou en totalité issu de l’article de Wikipédia en espagnol intitulé « Soy un prófugo » (voir la liste des auteurs).